# Hiroki Yasumoto
Hiroki Yasumoto (安元 洋貴 Yasumoto Hiroki?,  Prefectura de Yamaguchi, Japón, 16 de marzo de 1977) es un actor de voz japonés, afiliado a Sigma Seven.

## Filmografía

#### Anime
- Aoashi- Nozomi Date
- Captain Tsubasa: Dream Team- Brolin
- Hozuki no Reitetsu- Hozuki
- Hetalia- Alemania
- Fairy Tail- Elfman Strauss
- Black Blood Brothers- Cain Warlock
- Himouto! Umaru-chan- Takeshi Motoba
- Bleach- Yasutora "Chad" Sado
- Coyote Ragtime Show- Additional Voices
- Serie Deadlock- Dick Burnford
- Dōjin Work- Justice
- Ring ni Kakero- Nobi
- Glass Fleet- Soldier C, Ep.8
- Gleipnir - Tadanori Sanbe
- Digimon Savers - Belphemon, Franz Norstein
- Honey and Clover- Nakamura Tatsuyoshi
- Kuroko no Basket- Genta Takeuchi
- Kuroshitsuji- Agni
- Kyouran Kazoku Nikki- Midarezaki Teika
- MF Ghost- Fujin Ishigami
- Naruto Shippuden- Son Gokū
- Natsu no Arashi!- Murata Hideo
- Nogizaka Haruka no Himitsu- Takenami
- Otogi-Jushi Akazukin- Asel
- Persona -trinity soul-- Udo Taiichi
- Rental Magica- Yudaikus Tholoide
- Rockman.EXE- Colonel
- School Rumble- Tougou Masakazu
- Shining Tears X Wind- Hyoun
- The Tower of Druaga- Utu
- InuYasha - Aldeano, ep. 149
- Tokyo Tribes - Falcon Jokasaki
- Vampire Knight- Yagari Touga
- Mondaiji-tachi ga Isekai Kara Kuru Sō Des yo? - Galdo Gasper
- Danshi Koukousei no Nichijou - Fukukaichou
- Hoozuki no Reitetsu - Hoozuki
- Aldnoah.Zero - Vlad
- Samurai Flamenco - Narrador (ep 11)
- Young Black Jack - Bob
- Arslan Senki (2015) - Kishward
- Arslan Senki: Fūjin Ranbu - Kishward
- Kuma Miko - Natsu Kumai
- Drifters - Hijikata Toshizo
- Berserk 2016 - Azan
- Super Danganronpa 2: Goodbye Despair - Nekomaru Nidai
- ACCA: 13-ku Kansatsu-ka - Pine
- Spy × Family - Bill Watkins
- Sword Art Online - Andrew Gilbert "Agil" Mills
- One Piece - Bonamu (780-¿?)
- One Punch-Man - King
- Vatican Kiseki Chōsakan - Bill Suskins
- Fire Force - Charon
- My Hero Academia - Daigoro Banjo
- Yuri!!! on Ice - Christophe Giacometti
- Tate no Yūsha no Nariagari - Erhard
- Higeki no Genkyō to naru Saikyō Gedō Last Boss Joō wa Min no tame ni Tsukushimasu - Roderick
- Vinland Saga - Bjorn

## Videojuegos
- Danganronpa 2: Goodbye Despair - Nekomaru Nidai
- Honkai: Star Rail - Svarog[2]
- Tatsunoko vs. Capcom: Ultimate All Stars -  Alex
- El Shaddai: Ascension of the Metatron - Uriel
- Resident Evil 3 - Carlos Olivera
- NieR: Automata - Pod 042
- Street Fighter IV - Guile

## Música
- Participó del ending KUMAMIKO DANCING de la serie Kuma Miko junto con sus compañeros de elenco.[3]